# Smolensker Kreml

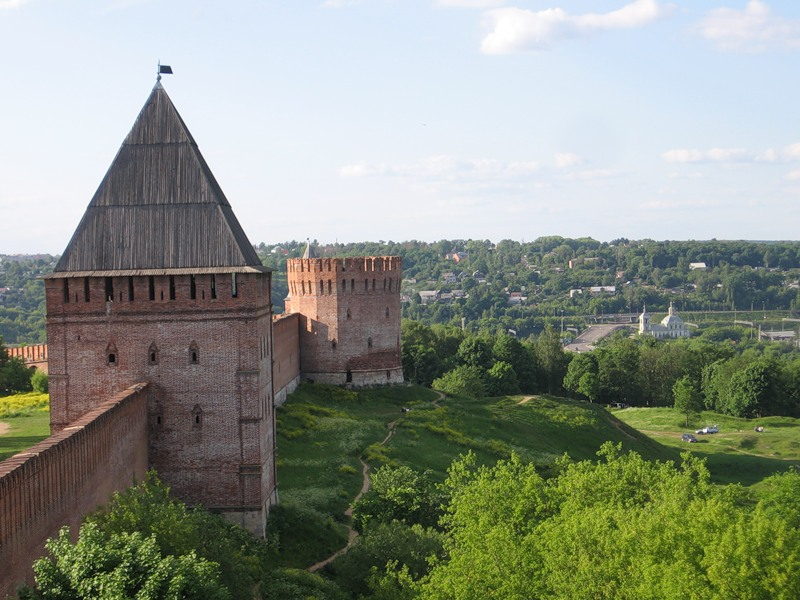
Teil der Kremlmauer

Der Smolensker Kreml (russisch Смоленский кремль) gehörte einst zu den mächtigsten Zitadellen im Zarentum Russland. Teile der Befestigungsmauer, die Ende des 16. Jahrhunderts in den Traditionen der altrussischen Kreml erbaut wurde, sind bis heute erhalten. Die ehemalige Festung befindet sich auf einer Anhöhe nahe dem Fluss Dnepr im Zentrum der heutigen Großstadt Smolensk.

## Allgemeine Beschreibung
Bedingt durch die besonders wichtige strategische Stellung der Smolensker Zitadelle – Smolensk galt seit jeher als westlicher Vorposten des Moskauer und später des russischen Staates – wies sie bei ihrer Fertigstellung Ausmaße auf, die selbst dem Kreml der Hauptstadt in vielerlei Hinsicht überlegen waren: So betrug die Gesamtlänge der Schutzmauer 6,5 Kilometer bei einer Höhe von bis zu 19 und einer Breite von bis zu 5,2 Meter und in die Mauer waren insgesamt 38 Wachtürme eingebaut worden. Da Smolensk jedoch aufgrund seiner Grenzlage bis ins 20. Jahrhundert hinein häufigen Angriffen ausgesetzt war, trug das Kremlensemble im Laufe der Zeit erhebliche Zerstörungen davon, so dass heute nur noch knapp die Hälfte der ursprünglichen Kremlmauer mit insgesamt 17 erhaltenen Türmen bestehen.

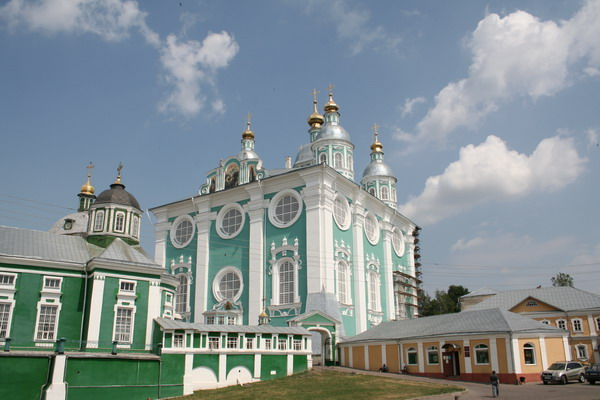
Mariä-Entschlafens-Kathedrale

Neben den eigentlichen Fortifikationsanlagen beinhaltete das ursprüngliche Ensemble des Kremls eine Vielzahl von sakralen und zivilen Bauten innerhalb der Kremlmauern. Bis heute haben nur wenige von ihnen überdauert. Zu erwähnen sind insbesondere die Kirchengebäude am sogenannten Kathedralenhügel, der einst – ähnlich dem Kathedralenplatz des Moskauer Kremls – den Mittelpunkt der Smolensker Zitadelle bildete. Das bekannteste dieser Gebäude ist die monumentale Mariä-Entschlafens-Kathedrale (russ. Успенский собор) aus dem Jahr 1740.

## Geschichte
Als eine der ältesten Städte Russlands verfügte Smolensk bereits Jahrhunderte vor der Entstehung des Kremls über eigene Befestigungsanlagen. Bekannt ist beispielsweise, dass im 12. Jahrhundert hier eine Schutzmauer aus Eichenholz bestand, die unter Großfürst Rostislaw errichtet wurde. Im 15. Jahrhundert stand Smolensk unter der Herrschaft des Großfürstentums Litauen und wurde erst 1514 vom Großfürstentum Moskau erobert. Da sich die Stadt nunmehr vor der westlichen Grenze des Moskauer Staates befand, war der Bau einer neuen Festung unabdingbar. 1595 wurde hierfür der Baumeister Fjodor Kon per Zarenerlass aus Moskau nach Smolensk geholt. Die besondere Stärke der Festung erforderte einen enormen Material- wie auch Personaleinsatz: für den Bau, der von 1596 bis 1602 dauerte, wurden allein rund 150 Millionen Ziegelsteine verwendet, für deren Transport Menschenketten aus jeweils bis zu 50.000 Arbeitern aufgestellt wurden. Zahlreiche Arbeiter kamen aufgrund der teils unerträglichen Arbeitsbedingungen zu Tode.

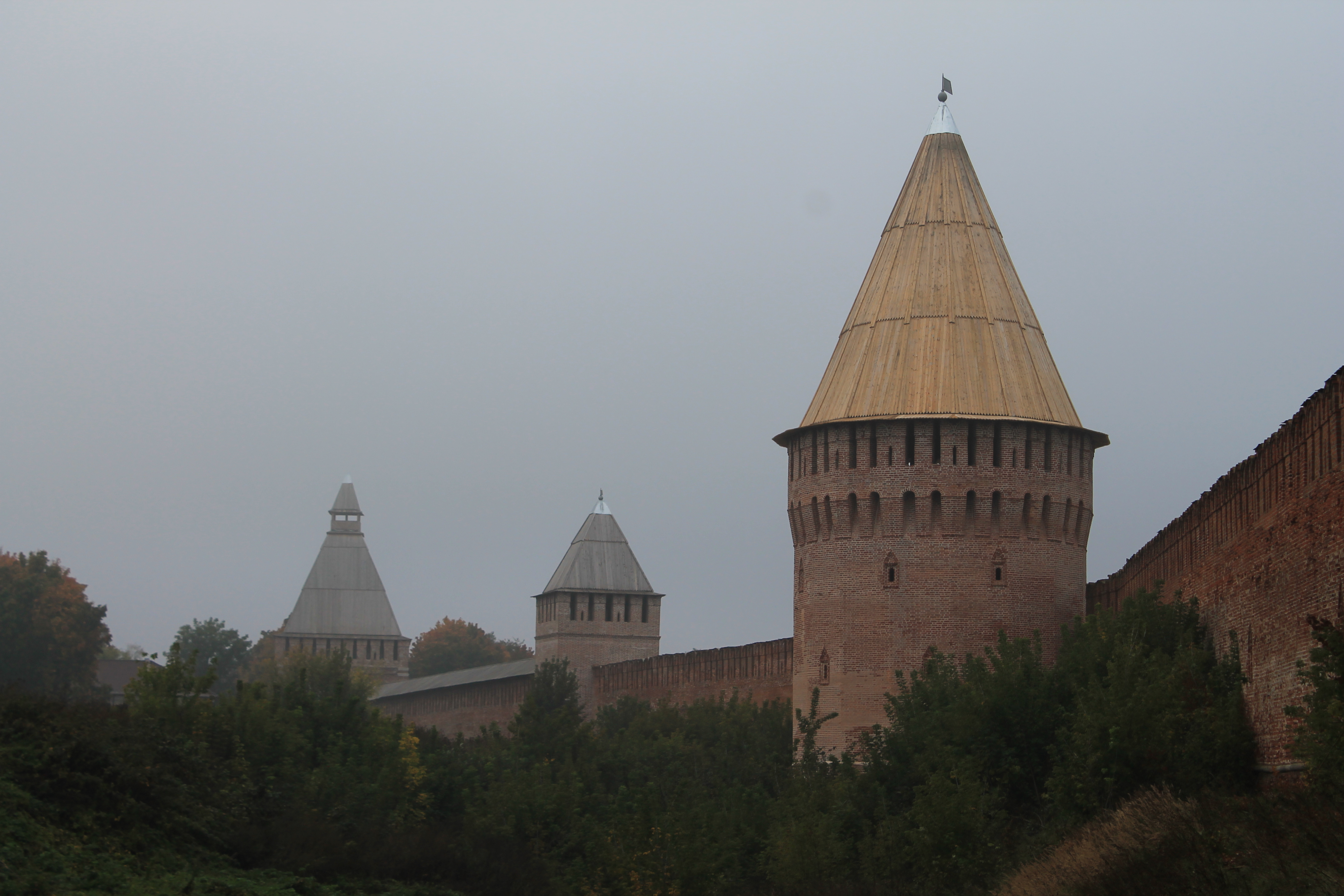
Die Türme des Smolensker Kreml

Bereits wenige Jahre nach der Fertigstellung der Zitadelle musste diese einem Angriff trotzen: Während der polnisch-litauischen Invasion in Russland Anfang des 17. Jahrhunderts, in der sogenannten Zeit der Wirren, belagerte eine rund 22.000 Mann starke Truppe von König Sigismund III. den Smolensker Kreml und konnte ihn erst nach einer 20-monatigen Blockade einnehmen. 1654 ging Smolensk wieder an Russland, jedoch erlitt der Kreml bis zu dieser Zeit bereits erhebliche Zerstörungen. Noch mehr machten dem Kreml der Krieg gegen Napoleon 1812, als die Stadt zeitweise unter französischer Besatzung stand, sowie die Kämpfe im Zweiten Weltkrieg zu schaffen.
Die verbliebenen Reste des Smolensker Kremls sind heute als wichtiges Denkmal der russischen Fortifikationsarchitektur des 16. Jahrhunderts unter Schutz gestellt.